# Roger Veeser
Roger Veeser (ur. 8 września 1919, zm. 27 lutego 2010) – szwajcarski lekkoatleta, młociarz.
Podczas igrzysk olimpijskich w Helsinkach (1952) zajął 27. miejsce w eliminacjach z wynikiem 48,60 i nie awansował do finału.
Na mistrzostwach Europy w 1954 zajął 23. miejsce w eliminacjach z rezultatem 49,36 i nie awansował do finału.
Czterokrotnie ustanawiał rekordy kraju:
- 50,73 (5 sierpnia 1951, Miluza)
- 50,90 (22 maja 1952, Chenimenil)
- 50,975 (25 maja 1953, Bazylea)
- 51,21 (5 czerwca 1955, Bazylea)

## Rekordy życiowe
- Rzut młotem – 51,21 (1955)